# 蔡桥站
蔡桥站位于中国四川省成都市青羊区，是成都地铁4号线的地下车站。

## 车站概要
本站位于光华大道二段，呈东西向布置，于2015年12月26日启用。因位于文家街道蔡桥社区而得名，本站在建设过程中的工程名为“文家站”。本站万盛方向接入文家车辆段。

## 车站构造
本站为地下二层框架结构1面2线岛式站台车站，全长269.6米，标准宽度18.7米，共包含4个出口，2组风亭，总建筑面积为12254平方米。
| 地面      |                              | 出入口                             |  |
| 地下 一层 | 站厅层                       | 安检、售票机、站内商店             |  |
| 地下 二层 |                              | 4号线列车往万盛方向 （非遗博览园） |  |
| 地下 二层 | 岛式站台，左边车门将会开启   |                                    |  |
| 地下 二层 | 4号线列车往西河方向 （中坝） |                                    |  |

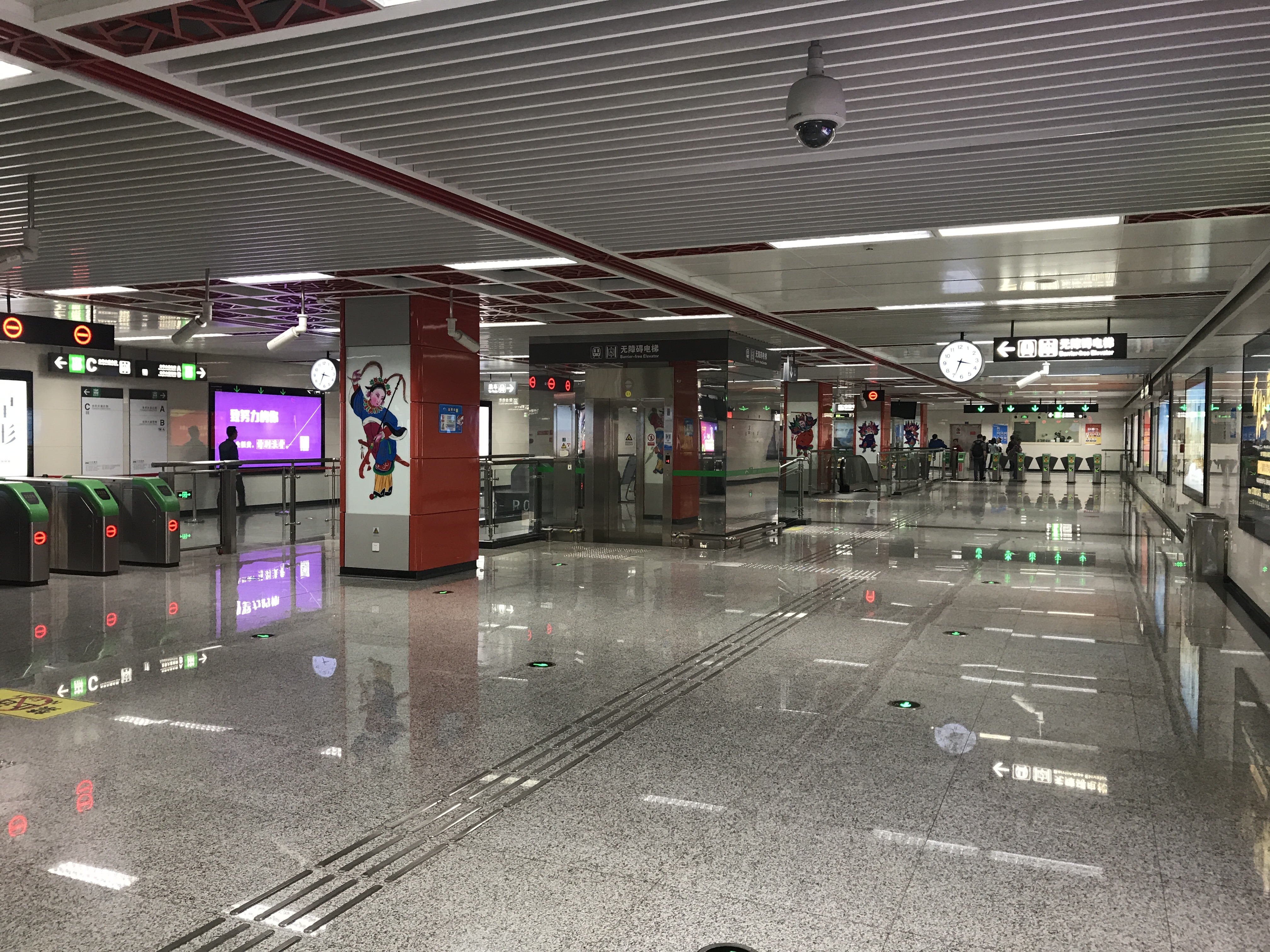
站厅层
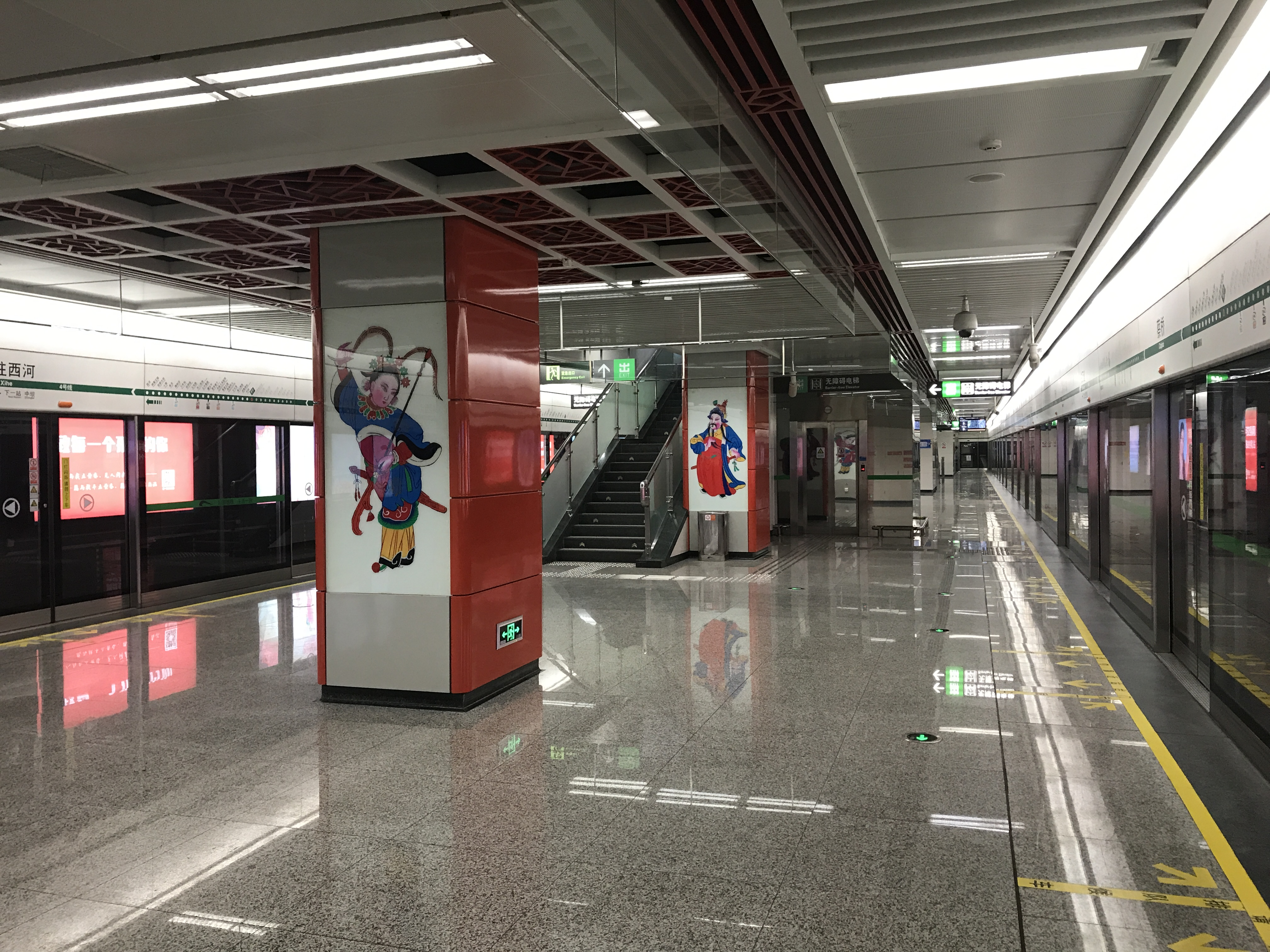
站台层
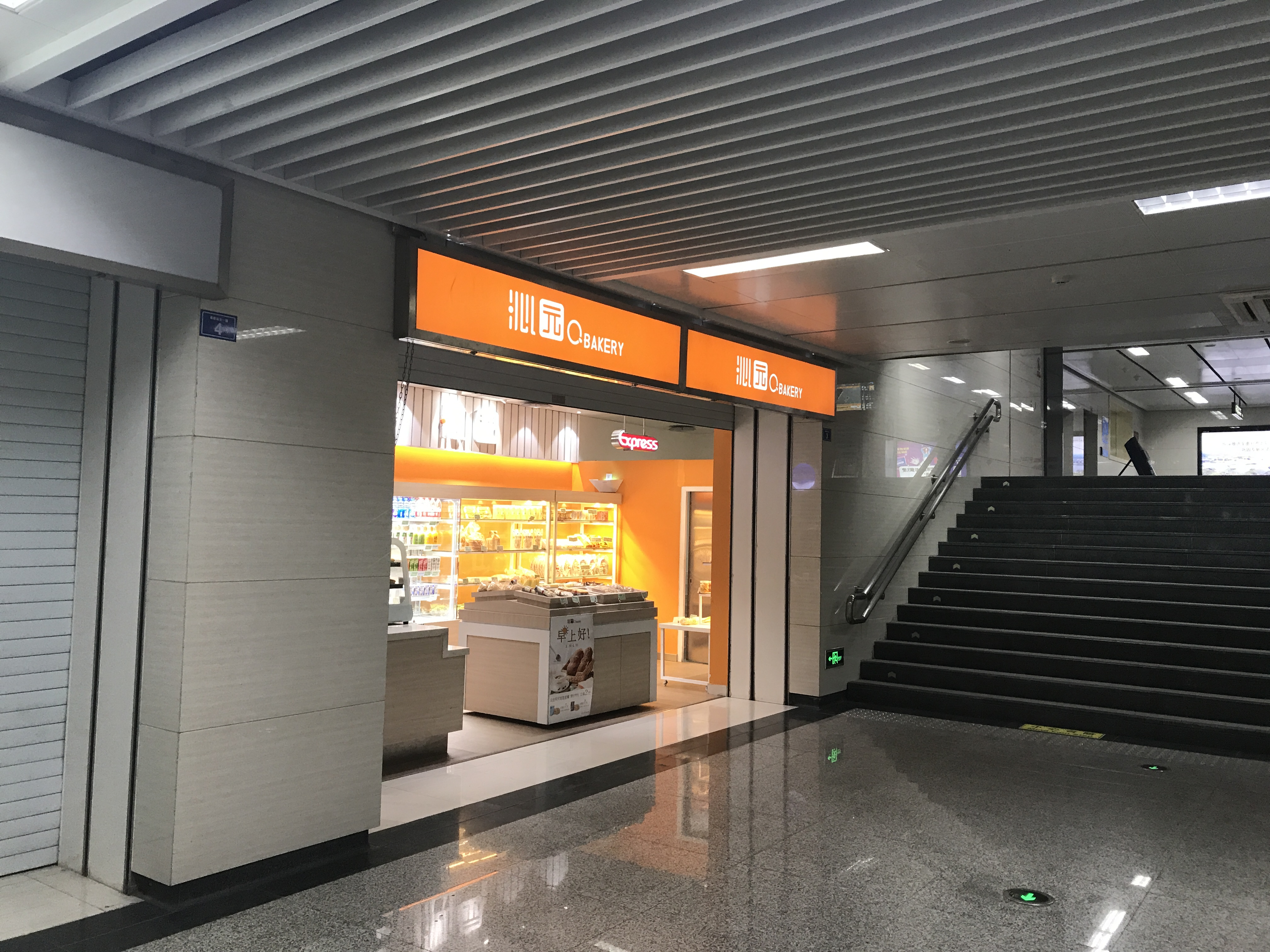
站内商店

## 出入口信息
本站目前开放4个出口。
| 出口编号     | 设施         | 地点         | 可到达目的地   |
| ------------ | ------------ | ------------ | -------------- |
|              |              |              |                |
|              |              | 光华大道二段 | 绿地新里城     |
| 出口 · B · 1 | 无障碍卫生间 | 光华大道二段 | 光华足球俱乐部 |
| 出口 · B · 2 | 无障碍卫生间 | 光华大道二段 | 光华大道足球场 |
| 出口 · C     | 无障碍电梯   | 光华大道二段 | 草堂小学       |

## 公交配套
22、239、309、319、347、761、904